# THE PAIN OF CATASTROPHE
「THE PAIN OF CATASTROPHE」（ザ ペイン オブ カタストロフィー）は、日本のバンド12012の10枚目のシングルである。2010年5月26日発売。発売元はNAYUTAWAVE RECORDS。

## 概要
- 通常盤とDVD付きの初回限定盤A、ボーナストラック入りの初回限定盤Bの三種リリース。初回盤AのDVDには「THE PAIN OF CATASTROPHE」のビデオクリップが収録、初回盤Bには3曲目に新曲「CLOSET GARDEN」が収録されている。
- PV監督は和田泰宏。

## 収録曲

### 通常盤
1. THE PAIN OF CATASTROPHE[3:44]
作詞：宮脇渉／作曲：酒井洋明／編曲：12012
2. 影綴り[3:55]
作詞：宮脇渉／作曲：塩谷朋之／編曲：12012
3. THE PAIN OF CATASTROPHE (Instrumental)[3:43]

### 初回限定盤A
1. THE PAIN OF CATASTROPHE[3:44]
2. 影綴り[3:55]
3. THE PAIN OF CATASTROPHE (Music Clip)(DVD)

### 初回限定盤B
1. THE PAIN OF CATASTROPHE[3:44]
2. 影綴り[3:55]
3. CLOSET GARDEN[3:55]
作詞：宮脇渉／作曲：須賀勇介／編曲：12012

## 収録アルバム
- オリジナル『SEVEN』（2010年7月14日）